# Euphemus

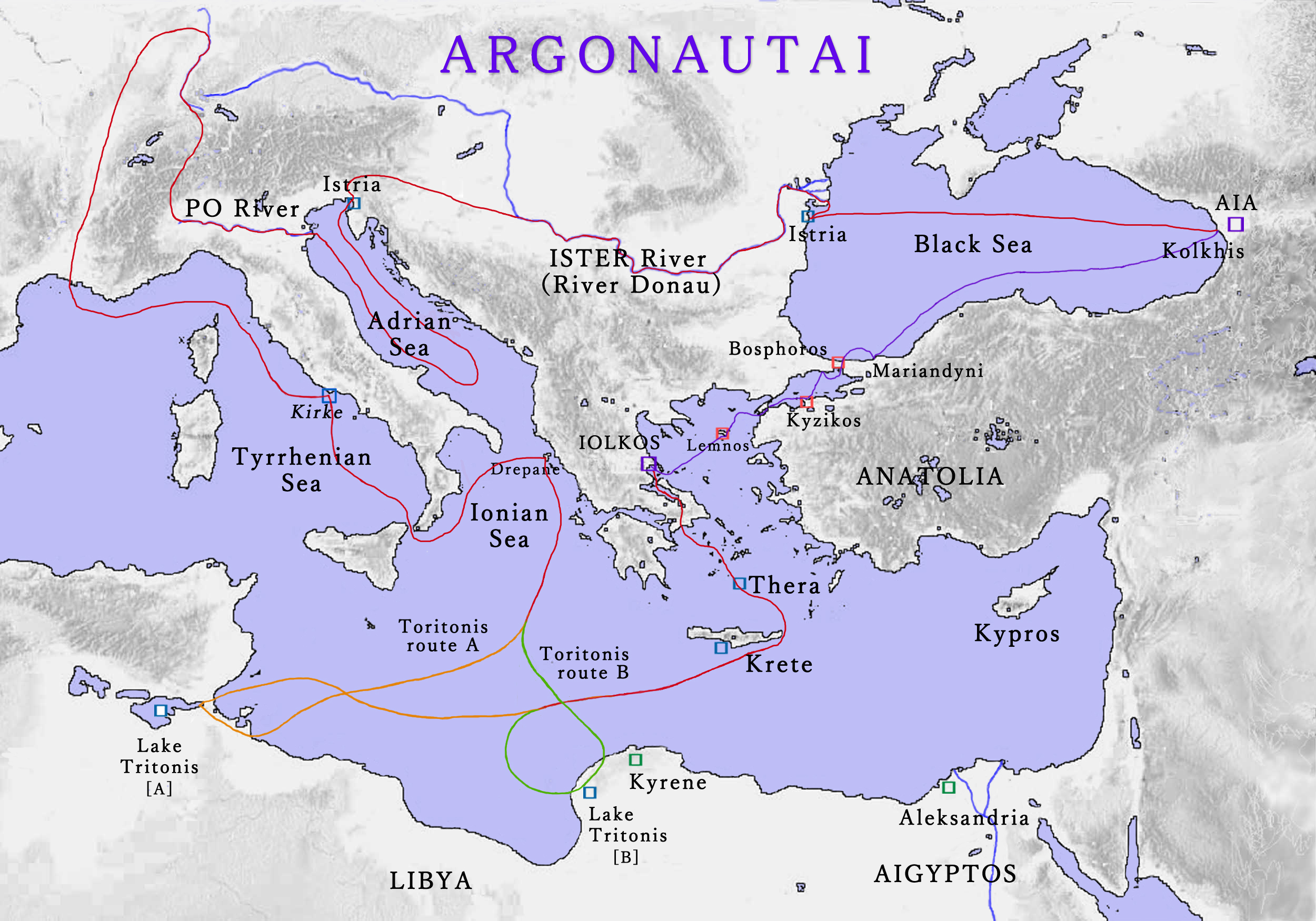

Euphemus (tiếng Hy Lạp cổ: Εὔφημος, phát âm [eʊ̯́pʰɛːmos] "đáng kính") là tên của một số nhân vật khác nhau trong thần thoại Hy Lạp.